# Uadzsetrenput
Uadzsetrenput ókori egyiptomi hivatalnok volt a XVIII. dinasztia idején; háznagy Hatsepszut uralkodása alatt.
Számos említése fennmaradt, de egyiken sem szerepel dátum, így nem lehet megmondani, pontosan mikor töltötte be hivatalát Hatsepszut huszonkét uralkodási éve alatt; egy Dejr el-Bahariban talált osztrakonja a jól ismert Szenenmutot is említi, innen tudni, hogy Hatsepszut idejében élt. Említi egy sziklafelirat Asszuán közelében; ezen III. Thotmesz és Hatsepszut említése is szerepel, ami bizonyítja, hogy ők küldték kőért a kőfejtéséről ismert régióba. Egyes említéseinél az „Ámon-templom munkálatainak felügyelője” címet is viseli.

## Fordítás
Ez a szócikk részben vagy egészben  a   Wadjetrenput című angol Wikipédia-szócikk ezen változatának fordításán alapul.  Az eredeti cikk szerkesztőit annak laptörténete sorolja fel. Ez a jelzés csupán a megfogalmazás eredetét és a szerzői jogokat jelzi, nem szolgál a cikkben szereplő információk forrásmegjelöléseként.